# Каранаево (Стерлибашевский район)
Каранаево (баш. Ҡаранай) — деревня в Стерлибашевском районе Республики Башкортостан Российской Федерации. Входит в состав Янгурчинского сельсовета.

## География

### Географическое положение
Расстояние до:
- районного центра (Стерлибашево): 24 км,
- центра сельсовета (Янгурча): 8 км,
- ближайшей ж/д станции (Стерлитамак): 80 км.

## Население
| 2002 | 2009 | 2010 |
| ---- | ---- | ---- |
| 93   | ↘83  | ↘82  |

Национальный состав
Согласно переписи 2002 года, преобладающая национальность — башкиры (87 %).